# Mimas (satélite)
Mimas, também designado Saturno I, é um satélite natural de Saturno, que possui uma das maiores crateras das luas do Sistema Solar, chamada Herschel. A cratera Herschel mede 139 quilômetros de largura, cerca de um terço do diâmetro médio de Mimas (396,4 km) e acredita-se que tenha se formado em um evento de impacto com liberação de energia extrema. O nome da cratera deriva do descobridor de Mimas, William Herschel, em 1789.
Mimas é o menor objeto astronômico conhecido que é aproximadamente esférico devido a sua própria gravidade. A baixa densidade do satélite, de 1,15 g/cm3, indica que ele é composto principalmente de gelo de água, com apenas uma pequena quantidade de rochas. A presença de Mimas criou uma das maiores lacunas nos anéis de Saturno, chamada Divisão Cassini, devido à ressonância orbital que desestabiliza a órbita das partículas na região.

## Descoberta
Mimas foi descoberto pelo astrônomo William Herschel em 17 de setembro de 1789. Ele registrou sua descoberta da seguinte maneira: “Eu continuei minhas observações constantemente, sempre que o clima permitia; e a grande luz do espelho de quarenta pés foi agora tão útil que eu também, no dia 17 de setembro, detectei o sétimo satélite, quando ele estava em sua maior elongação.”
O telescópio de 40 pés era um telescópio de reflexão com espelho de metal, construído por Herschel, com uma abertura de 1 200 milímetros (48 pol). Os 40 pés se referem à distância focal e não ao diâmetro da abertura, como é mais comum nos telescópios modernos.

## Nome
O satélite foi nomeado a partir de Mimas, um dos Gigantes da mitologia grega. Os nomes de todos os sete satélites de Saturno então conhecidos, inclusive Mimas, foram sugeridos pelo filho de William Herschel, John, em sua publicação de 1847 Resultados das Observações Astronômicas feitas no Cabo da Boa Esperança. Saturno (o equivalente romano de Cronos na mitologia grega) era o líder dos Titãs, a geração anterior aos Deuses, e dominador do mundo por algum tempo. Os Gigantes foram a geração subsequente, e cada grupo lutou com grande esforço contra os Deuses.

## Características físicas
A área superficial de Mimas é ligeiramente menor que a área terrestre da Espanha ou Califórnia. A baixa densidade de Mimas, 1,15 g/cm3, indica que ele é composto principalmente de gelo de água, com apenas uma pequena quantidade de rochas. Como resultado das forças de maré que atuam sobre ele, Mimas é nitidamente oblato; seu eixo maior é 10% maior que o menor. A forma elipsoidal de Mimas está especialmente perceptível em algumas imagens da sonda Cassini.
O acidente geográfico mais relevante de Mimas é uma cratera de impacto gigante de 139 km de largura, chamada Herschel, nome do descobridor da lua. O diâmetro da cratera é quase um terço do diâmetro de Mimas; suas paredes têm aproximadamente 5 quilômetros de altura, partes do seu solo estão a 10 km de profundidade, e o seu pico central se eleva a 6 km em relação ao solo da cratera. Se houvesse uma cratera em escala equivalente na Terra (em tamanho relativo), ela teria mais de 4 000 km de diâmetro, mais larga do que a Austrália. O impacto que criou esta cratera deve ter quase desintegrado Mimas: a superfície antípoda a Herschel (oposta através do globo) é extensamente rachada, indicando que as ondas de choque criadas pelo impacto se propagaram por toda a lua.
A superfície de Mimas está saturada com crateras de impacto menores, mas nenhuma se aproxima do tamanho da Herschel. A distribuição das crateras não é uniforme. A maior parte da superfície é coberta com crateras de mais de 40 km de diâmetro, mas na região polar sul geralmente não há crateras com mais de 20 km.
Três tipos de características geológicas são oficialmente reconhecidos em Mimas: crateras, chasmata e catenae.

## Ressonâncias orbitais
Algumas características dos anéis de Saturno estão relacionadas a ressonâncias com Mimas. O satélite é responsável por limpar o material da Divisão Cassini, a lacuna entre os Anéis A e B, os mais largos. Partículas na Lacuna Huygens, na borda interior da Divisão Cassini, estão em uma ressonância orbital de 2:1 com Mimas. Elas orbitam duas vezes para cada órbita de Mimas. Os repetidos puxões de Mimas sobre as partículas da Divisão Cassini, sempre na mesma direção no espaço, empurram-nas para novas órbitas fora da Lacuna. A fronteira entre os Anéis B e C está em uma ressonância de 3:1 com Mimas. Recentemente, constatou-se que o Anel G está em uma ressonância de excentricidade de corrotação de 7:6 com Mimas; a borda interior do anel está cerca de 15 000 km dentro da órbita de Mimas.
Mimas também está numa ressonância de movimento médio de 2:1 com a lua maior Tétis, e numa ressonância de 2:3 com o pequeno satélite pastor Pandora, exterior ao Anel F. Uma lua co-orbital com Mimas foi reportada por Stephen P Synnott e Richard Terrile em 1982, mas nunca foi confirmada.

## Libração anômala
Em 2014, pesquisadores notaram que o movimento libracional de Mimas tem um componente que não pode ser explicado somente pela sua órbita, e concluíram que ele se deve a um interior que não está em equilíbrio hidrostático (um núcleo alongado) ou a um oceano interno. Entretanto, em 2017 concluiu-se que a presença de um oceano no interior de Mimas teria levado a tensões de maré superficiais comparáveis ou maiores do que aquelas da lua Europa, que é tectonicamente ativa. Logo, a falta de evidência de fissuras superficiais ou outra atividade tectônica em Mimas é um argumento contra a presença de tal oceano; e como a formação de um núcleo teria também produzido um oceano, a inexistência de tensões de maré torna esta possibilidade também improvável. A presença de uma massa assimétrica anomalamente associada com a cratera Herschel foi considerada a explicação mais provável para a libração.
Em 2022, cientistas do Southwest Research Institute identificaram um modelo de aquecimento por maré que produzia um oceano interno sem qualquer fraturamento superficial ou tensões de maré visíveis. A presença de um oceano interno, oculto por uma casca gelada estável, com espessura entre 24 e 31 km, foi considerada compatível com as características visuais e libracionais de Mimas, como observado pela Cassini. Serão necessárias medições contínuas do fluxo de calor superficial de Mimas para confirmar esta hipótese.

## Exploração
A sonda Pioneer 11 sobrevoou Saturno em 1979, e sua maior aproximação de Mimas foi de 104 263 km em 1º de setembro de 1979. A Voyager 1 sobrevoou em 1980 e a Voyager 2 em 1981.
Mimas foi fotografado várias vezes pela sonda Cassini-Huygens, que entrou em órbita de Saturno em 2004. Um sobrevoo próximo ocorreu em 13 de fevereiro de 2010, quando a Cassini passou por Mimas a 9 500 km.

## Na cultura popular

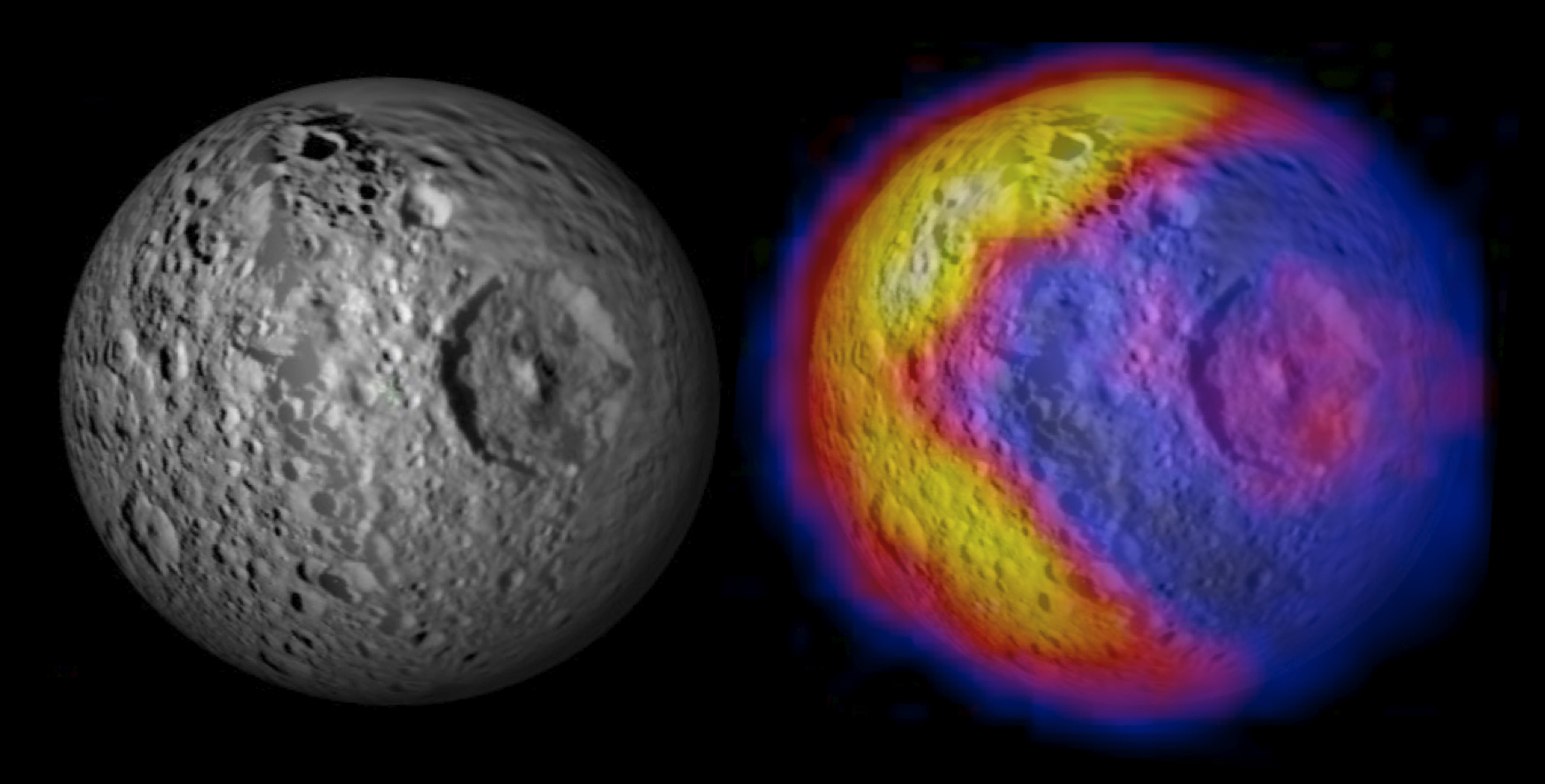
Um mapa de temperatura cobrindo Mimas que se parece com o Pac-Man

Quando visto de alguns ângulos, Mimas se parece com a Estrela da Morte, uma estação espacial e superarma ficcional conhecida do filme Star Wars. A cratera Herschel lembra o disco côncavo do “superlaser” da Estrela da Morte. Isto é uma coincidência, pois o filme foi feito quase três anos antes de Mimas ser visualizado com resolução suficiente para se ver a cratera.
Em 2010, a NASA revelou um mapa de temperatura de Mimas, usando imagens obtidas pela Cassini. As regiões mais quentes, que acompanham uma face de Mimas, criaram uma forma similar ao personagem de videogame Pac-Man, com a cratera Herschel assumindo o papel de um “ponto comestível” ou “pac-pellet”, conhecido no videogame.

## Galeria

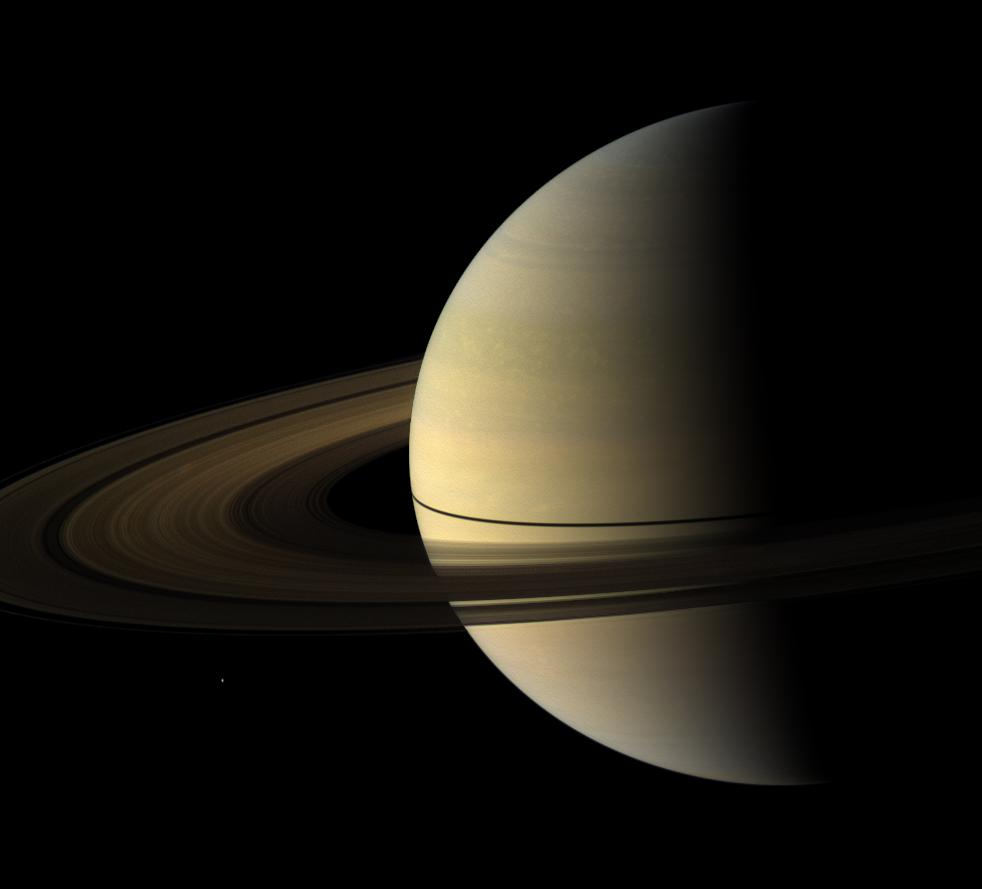
Mimas é o pequeno ponto branco no canto inferior esquerdo (clique para ampliar a visualização
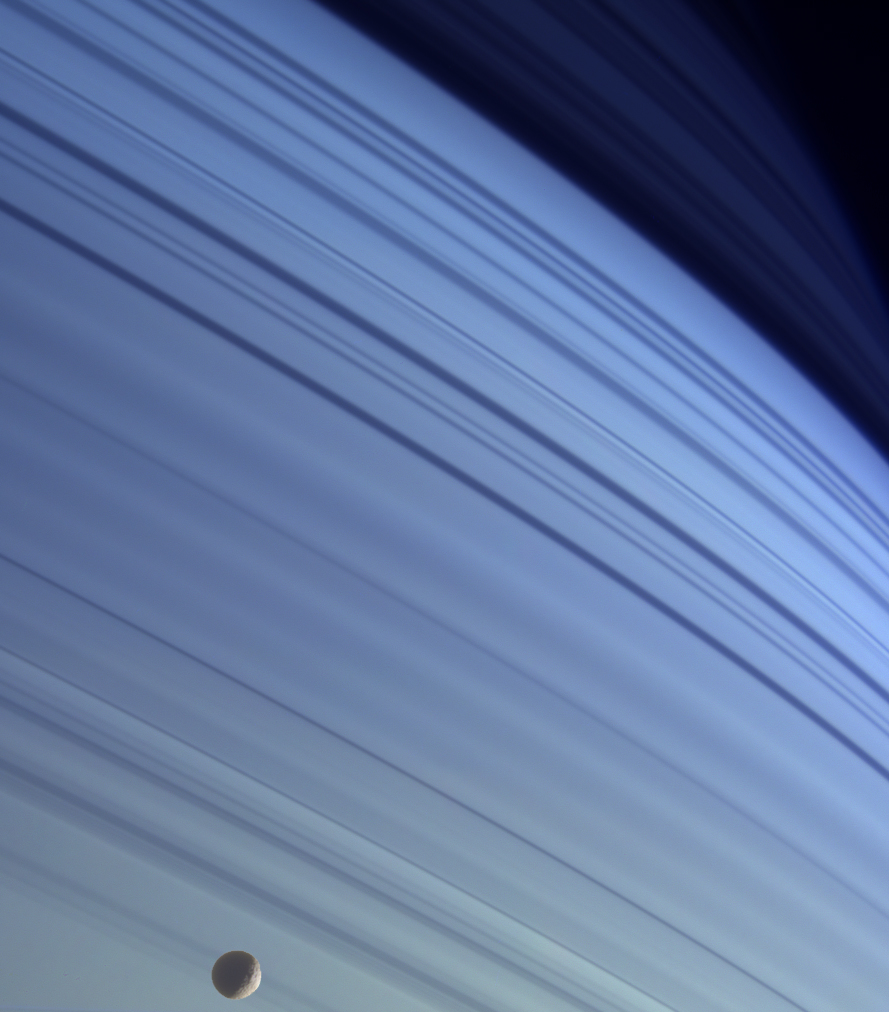
Mimas, silhueta contra as latitudes do norte de Saturno
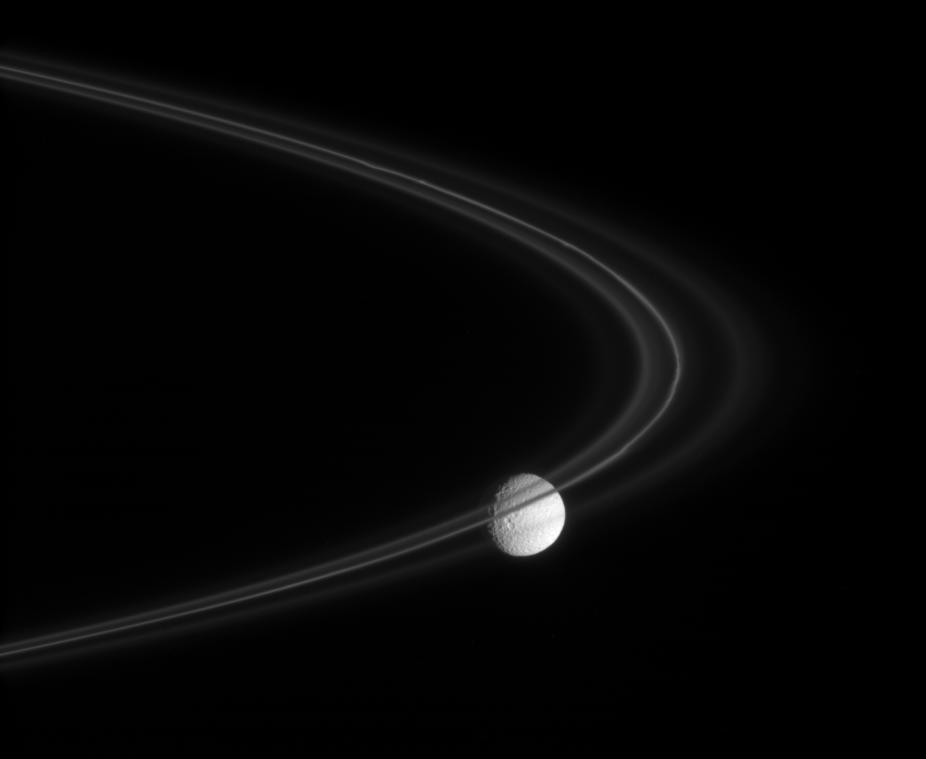
Mimas, atrás do Anel F
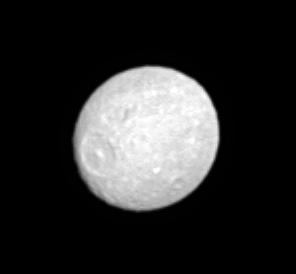
Mimas visto pela Cassini parecendo distintamente em forma oval
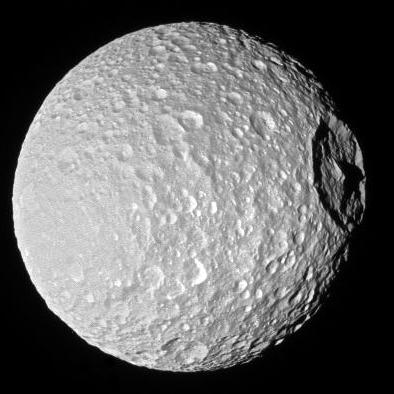
Mimas e montanha (22 de outubro de 2016)
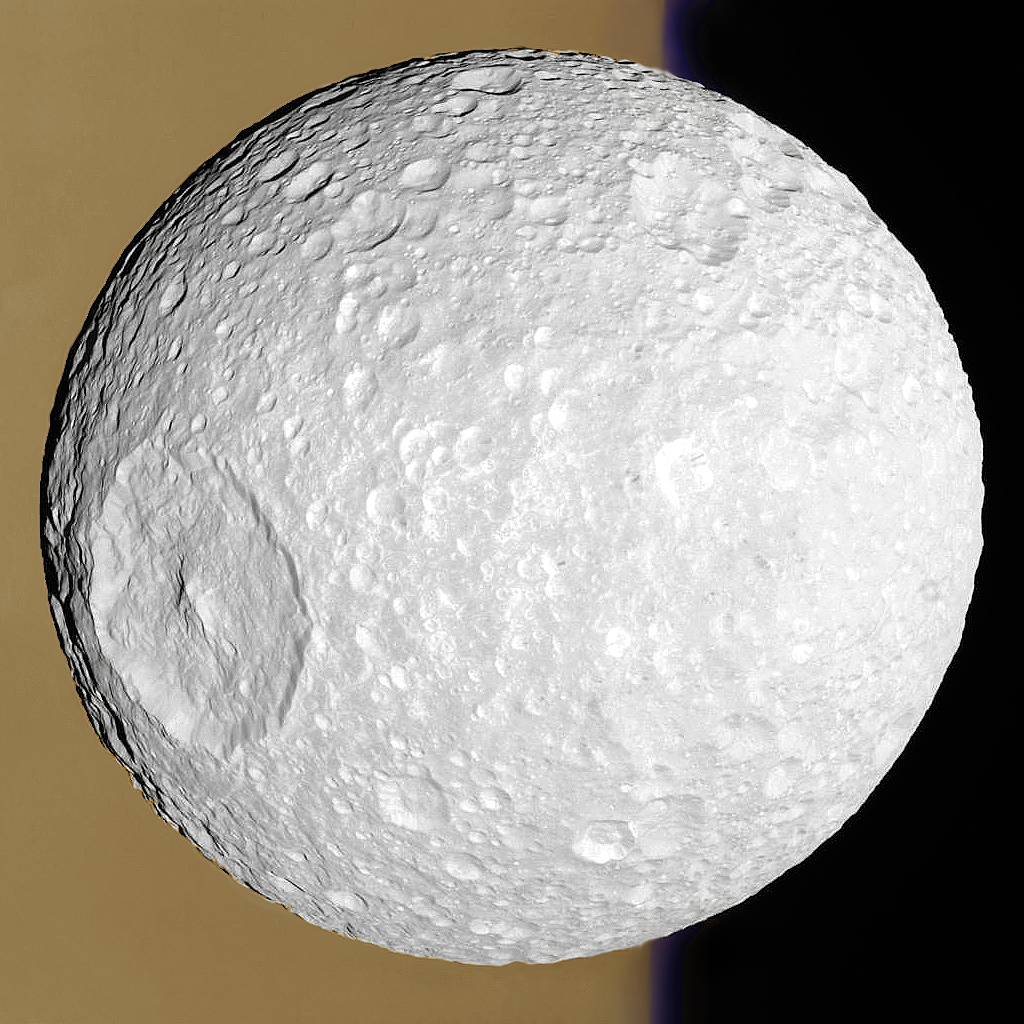
Mimas (cor adicionada) (13 de fevereiro de 2010)
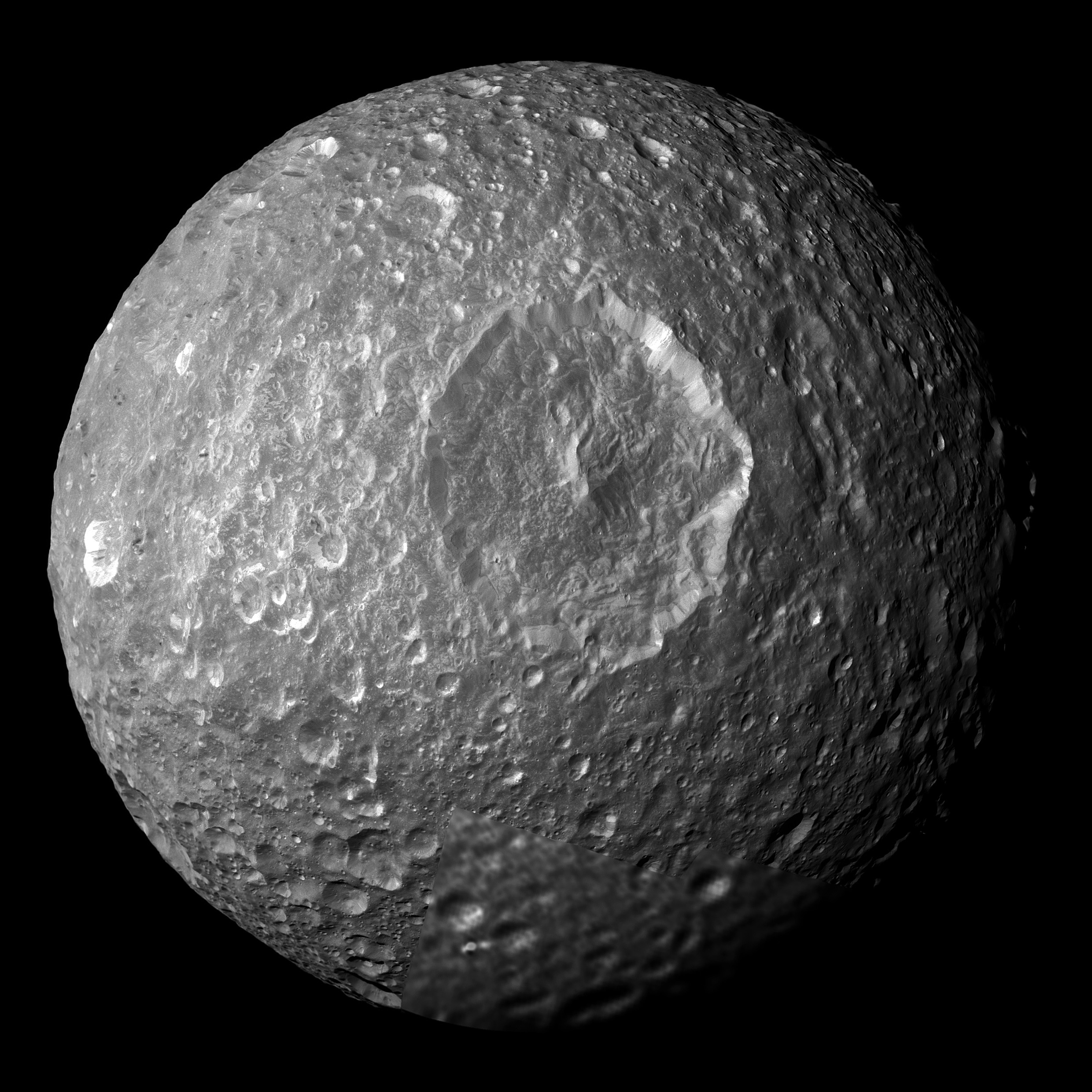
Mosaico de Mimas com maior resolução
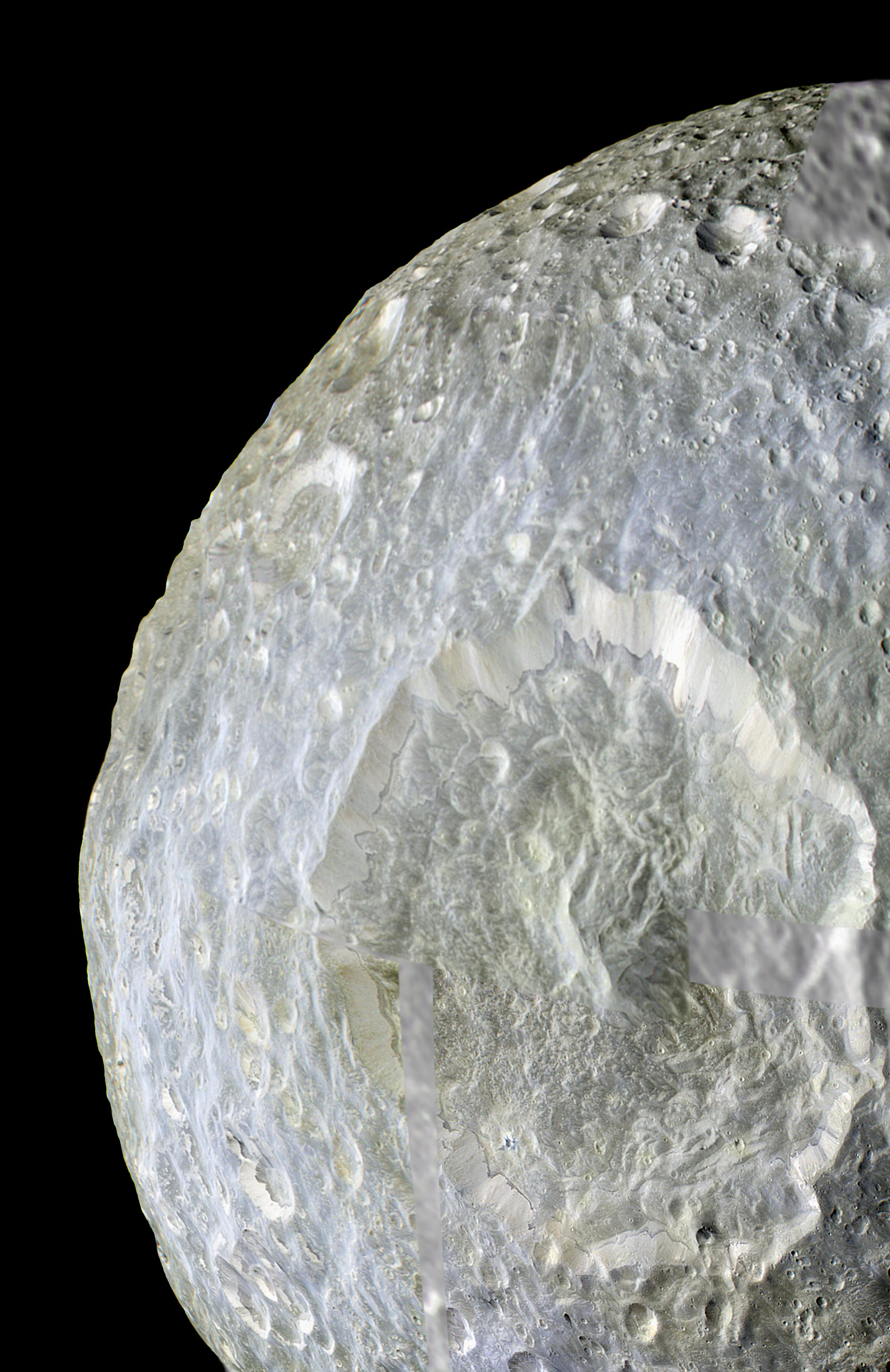
Mimas exibe diferenças sutis de cor (cor falsa)
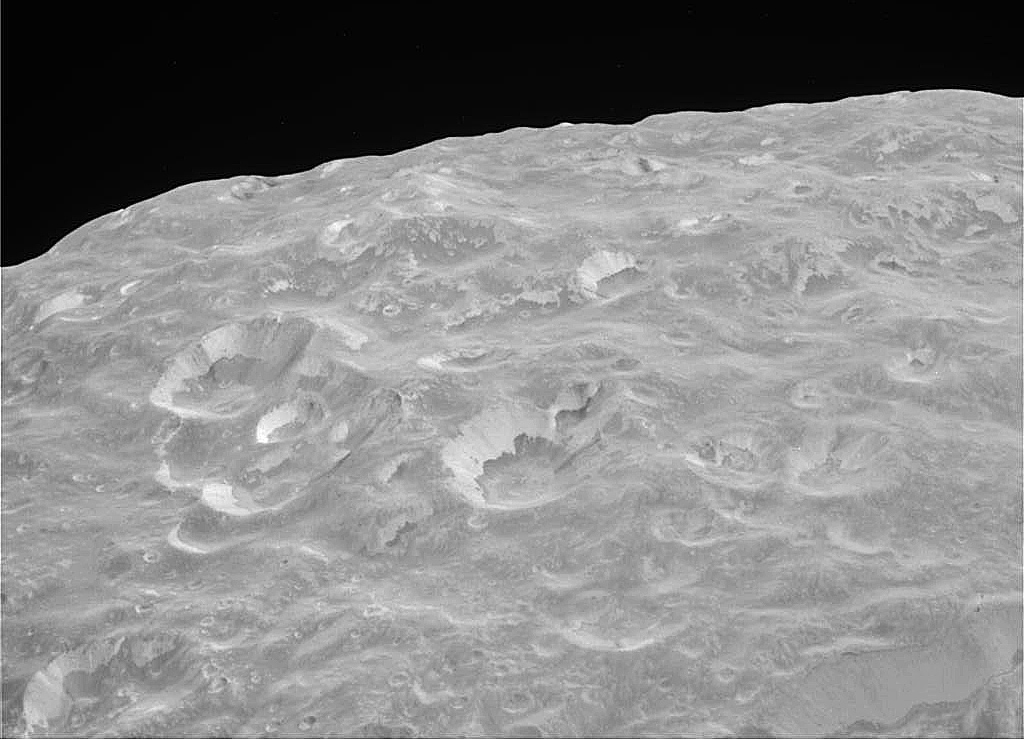
Características do albedo de Mimas nas paredes da cratera (Herschel no canto inferior direito)